# Ernst Makeprange

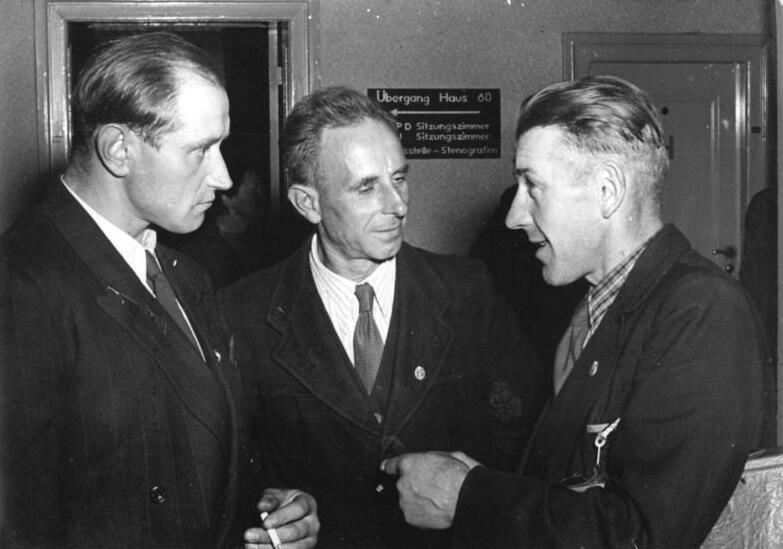
Ernst Makeprange (rechts)

Ernst Makeprange (* 16. März 1911 in Kamin; † unbekannt) war ein deutscher Politiker und Funktionär der DDR-Blockpartei Demokratische Bauernpartei Deutschlands (DBD).

## Leben
Der Vater von Ernst Makeprange war ein Arbeiter. Nach dem Besuch der Volksschule absolvierte er eine Lehre zum Maurer. Zum 1. Mai 1933 trat er der NSDAP bei (Mitgliedsnummer 2.777.226). Nach dem Zweiten Weltkrieg wurde er in Busendorf Neubauer, 1949 Mitglied der DBD und Kreisrat für Landwirtschaft im Kreis Zauch-Belzig. Im September 1952 erfolgte seine Ernennung zum Vorsitzenden des DBD-Kreisverbandes Potsdam-Land.
Von 1950 bis 1958 war er Mitglied der DBD-Fraktion der Volkskammer der DDR.